# Jonathan Bachini
Jonathan Bachini (né le 6 juin 1975 à Livourne), est un footballeur italien évoluant au poste de milieu de terrain.

## Biographie

### Dopage
Le 22 septembre 2004, Bacchini est testé positif à l'usage de cocaïne. Le 25 novembre 2004, il est suspendu pour 9 mois. En janvier 2006, il est de nouveau testé positif pour usage de cocaïne. L'usage de cocaïne ayant été confirmé par la contre-expertise, il est suspendu à vie par la fédération italienne de football.

## Clubs
- 1992-1995 : Udinese Calcio  Italie
- 1994-1995 : US Alexandrie (prêt)  Italie
- 1995-1996 : Udinese Calcio  Italie
- 1995-1996 : Juve Stabia (prêt)  Italie
- 1996-1997 : US Lecce (prêt)  Italie
- 1997-1999 : Udinese Calcio  Italie
- 1999-2000 : Juventus FC  Italie
- 2000-2001 : Brescia Calcio (prêt)  Italie
- 2000-2001 : Juventus FC  Italie
- 2001-2002 : Brescia Calcio  Italie
- 2001-2002 : Parme AC  Italie
- 2002-2005 : Brescia Calcio  Italie
- 2005-2006 : AC Sienne  Italie

## Palmarès
- 2 sélections et 0 but avec l'équipe d'Italie entre 1998 et 1999.